# Josef Czikel
Josef Adolf Czikel  (* 7. Februar 1873 in Stanislau, Galizien, Österreich-Ungarn; † 7. April 1973 in Wien, Österreich) war ein Offizier der k.u.k. Armee und später General im polnischen Heer.

## Leben
Im Jahr 1900 beendete er seine Ausbildung an der Theresianischen Militärakademie in der Wiener Neustadt. Von November 1915 bis November 1916 kommandierte er das 56. Infanterie-Regiment, und später war er Chef des Stabes des Militärbezirkes von Košice.
Nach Ende des Ersten Weltkrieges war Czikel von Februar 1919 bis März 1920 Leiter des Generalstabs des Krakauer Bezirks. Am 25. Mai 1919 wurde er rückwirkend ab November 1915 im Rang eines Obersts in das polnische Heer aufgenommen. Im März 1920 übernahm er dort das Kommando der 8. Infanteriedivision. Am 1. Mai 1920 rückte er in den Rang eines Generalleutnants vor, im Juni 1920 wurde er zum stellvertretenden Abteilungsleiter im polnischen Ministerium für Militärangelegenheiten ernannt und im Dezember zum Leiter dieser Abteilung. Im September 1921 wurde er mit der Funktion des Chefs der Heeresverwaltung betraut. Am 3. Mai 1922 erlangte er den Rang eines Generalmajors (Divisionsgeneral) und wurde im August 1922 Kommandant des Korps-Bezirkes Nr. V in Krakau.
Am 15. November 1923 entließ ihn der Präsident der Republik Polen von dieser Position. Die Entlassung Czikels war eine unmittelbare Folge des militärischen Eingreifens bei den Krakauer Unruhen im Jahr 1923. Am 30. Juni 1924 wurde er in den Ruhestand versetzt und vom Militärgerichtes Nr. V in Krakau zu drei Monaten Kerkerhaft verurteilt.
Fortan lebte Czikel in Krakau. Während der deutschen Besetzung ging er nach Wien, wo er im 101. Lebensjahr verstarb.